# Петроградский процесс (1922)
Петроградский процесс — судебный процесс, состоявшийся летом 1922 года в Петрограде над петроградским православным духовенством. Процесс проходил в зале бывшего Дворянского собрания.
На скамье подсудимых оказались 86 обвиняемых. По сценарию властей, они были причастны к волнениям, которые происходили при изъятии ценностей из петроградских церквей. В жизнеописании митрополита Вениамина так сказано о составе подсудимых: 

«Кроме Митрополита, были привлечены к делу: епископ Венедикт, настоятели почти всех главных петроградских соборов, профессора Духовной Академии, Богословского института и университета, студенты и т. д. Остальная (большая) часть подсудимых состояла из людей „разного чина и звания“, более или менее случайно захваченных „неводом“ милиции при уличных беспорядках во время изъятия. Тут были женщины, старики и подростки и был какой-то карлик с пронзительным голосом, вносивший комическую ноту в тяжелые переживания процесса; была фельдшерица, обвинявшаяся в „контрреволюционной“ истерике, в которую она впала, находясь в церкви во время нашествия советской комиссии, был даже какой-то перс, чистильщик сапог, магометанин, не понимавший, как оказалось, по-русски, — всё же привлеченный за „сопротивление изъятию церковных ценностей“, и т. д. …Словом, эта часть подсудимых представляла собой обыкновенный, весьма случайный по составу, осколок пёстрой уличной толпы. Очевидно было, что никто и не думал делать сколько-нибудь тщательный отбор подсудимых. Некогда было…».
Главным свидетелем обвинения выступил обновленческий священник Владимир Красницкий, главным обвинителем — Пётр Красиков. В приговор вошли все материалы обвинительного заключения, включая те, ложность которых была доказана во время суда.
Трибунал приговорил к смертной казни 10 человек, включая митрополита Петроградского и Гдовского Вениамина, архимандрита Сергия (Шеина), адвоката И. М. Ковшарова и профессора Ю. П. Новицкого. Им вменялось в вину «распространение идей, направленных против проведения советской властью декрета об изятии церковных ценностей, с целью вызвать народные волнения для осуществления единого фронта с международной буржуазией против советской власти». Александр Введенский и ряд других деятелей обновленчества подписали «Ходатайство группы духовенства - „Живой церкви“ о помиловании приговоренных к расстрелу по делу петроградского духовенства и верующих», авторы которого «преклоняясь перед судом рабоче-крестьянской власти», ходатайствовали перед Петрогубисполкомом «о смягчении участи всех церковников, осужденных высшей мерой наказания». ВЦИК оставил смертный приговор по отношению к ним в силе, заменив шестерым расстрел на тюремное заключение. Другие осужденные получили различные сроки лишения свободы (от одного месяца до 5 лет), 26 человек были оправданы. В ночь с 12 на 13 августа 1922 года приговор в отношении четырех осужденных был приведен в исполнение.
В 1990 году приговор был отменен, и все осужденные реабилитированы за отсутствием состава преступления.
Архиерейский собор 1992 года причислил митрополита Петроградского и Гдовского Вениамина и «иже с ним пострадавших» к лику святых мучеников.